# Frejolito de Andurco
Frejolito de Andurco, también llamado simplemente como Andurco, es un caserío peruano ubicado en el distrito de Ayabaca, perteneciente a la provincia homónima del departamento de Piura, al norte del Perú. 

## Ubicación
Frejolito de Andurco se ubica al este de la provincia de Ayabaca, en el distrito de Ayabaca, en el departamento de Piura.

## Demografía
En 2017 Frejolito de Andurco tenía una población de 215 habitantes.
| Gráfica de evolución demográfica de Frejolito de Andurco entre 1993 y 2017 |
|                                                                            |
| Fuentes: Población 1993 y 2017                                             |